# Sphagnum subaequifolium
Sphagnum subaequifolium är en bladmossart som beskrevs av Georg Ernst Ludwig Hampe 1879. Sphagnum subaequifolium ingår i släktet vitmossor, och familjen Sphagnaceae. Inga underarter finns listade i Catalogue of Life.